# Paralephana decaryi
Paralephana decaryi är en fjärilsart som beskrevs av Pierre E.L. Viette 1954. Paralephana decaryi ingår i släktet Paralephana och familjen nattflyn. Inga underarter finns listade i Catalogue of Life.